# 羽尾道雲
羽尾 道雲（はねお どううん）は戦国時代の武将。上野国吾妻郡の国衆。

## 生涯

### 出自
羽尾氏は上野国吾妻郡の羽根尾城（現・長野原町）周辺を支配していた国衆である。吾妻郡西部にある三原荘には鎌倉時代に海野幸氏が地頭として入部し、戦国期には羽尾氏や湯本・鎌原氏がその海野氏の子孫を称して三原荘に勢力を有していた。天文2年（1533年）の北条氏綱による鶴岡八幡宮造営の奉加に羽尾氏も応じており、当時羽尾氏が山内上杉氏の従属国衆として存立していたことが確認できる。
永禄3年（1560年）以降に上杉憲政を擁した長尾景虎（上杉謙信）が関東侵攻を開始した際に、羽尾氏も上杉方に従った国衆として『関東幕注文』に「羽尾修理亮」の名前が確認できる。この修理亮に関して道雲本人であるという見方と、道雲の嫡子ではないかとする見方がある。
年代不明の2月18日付で羽尾業幸という人物が大戸浦野氏の一族・新八郎に対して宛てた発給文書があり、黒田基樹はこの業幸を道雲と同一人物とみなしている。この文書では羽尾氏が大戸浦野氏の上位権力者として振舞っていることが確認されている。

### 『加沢記』に基づく事績
以下は、『加沢記』に基づいた羽尾道雲の事績である。
永禄3年に発生した上杉謙信の関東侵攻に合わせ、同年10月に道雲は斎藤憲広・湯本氏・大戸浦野氏と共に武田氏に通じて吾妻斎藤氏と対抗していた鎌原氏の鎌原城（現・嬬恋村）を攻めた。これに対して武田氏は同5年（1562年）3月に鎌原・羽尾両氏の領土紛争の調停にあたったが道雲は斎藤憲広を通じて調停結果を拒否したため、鎌原氏は上野を退去した。これにより道雲は鎌原城を手に入れたが、翌年（1563年）6月に真田幸綱らの援軍を得た鎌原氏に万座へ湯治に行っていた隙を攻められ鎌原城を奪回され、さらに羽根尾城も奪取された。道雲はその後自身の所領に戻れず、信濃高井郷（現・須坂市）に逃れた。9月に道雲は斎藤憲広と共に長野原城（現・長野原町）を攻め城将の常田新六郎（隆永か？）を討ち取り、羽尾領を奪回した。
その後、永禄7年（1564年）斎藤憲広が武田氏に攻められて没落した段階で吾妻斎藤氏と共に没落したとみられ、羽尾氏の国衆としての動向がみられなくなる。